# Överkikaren 33

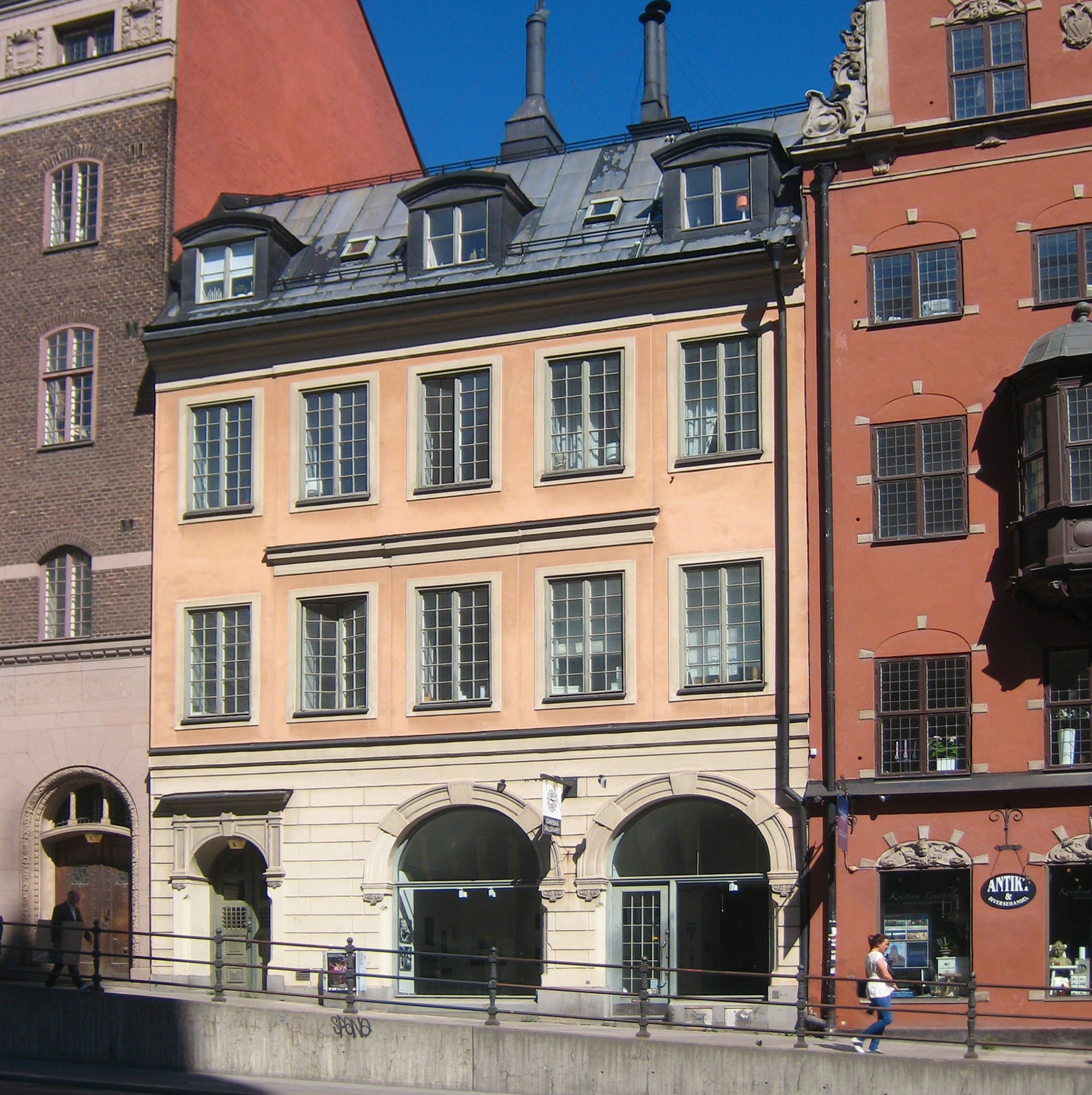
Överkikaren 33, Hornsgatan 6, juni 2010.

Överkikaren 33 (tidigare 5) är en kulturhistoriskt värdefull fastighet vid Hornsgatan 6 på Södermalm i Stockholm. Byggnaden uppfördes mellan 1760 och 1762 och är blåmärkt av Stadsmuseet i Stockholm vilket innebär att bebyggelsen bedöms ha "synnerligen höga kulturhistoriska värden". Fastigheten förvärvades 1930 av Stockholms stad och ägs och förvaltas av AB Stadsholmen.

## Historik

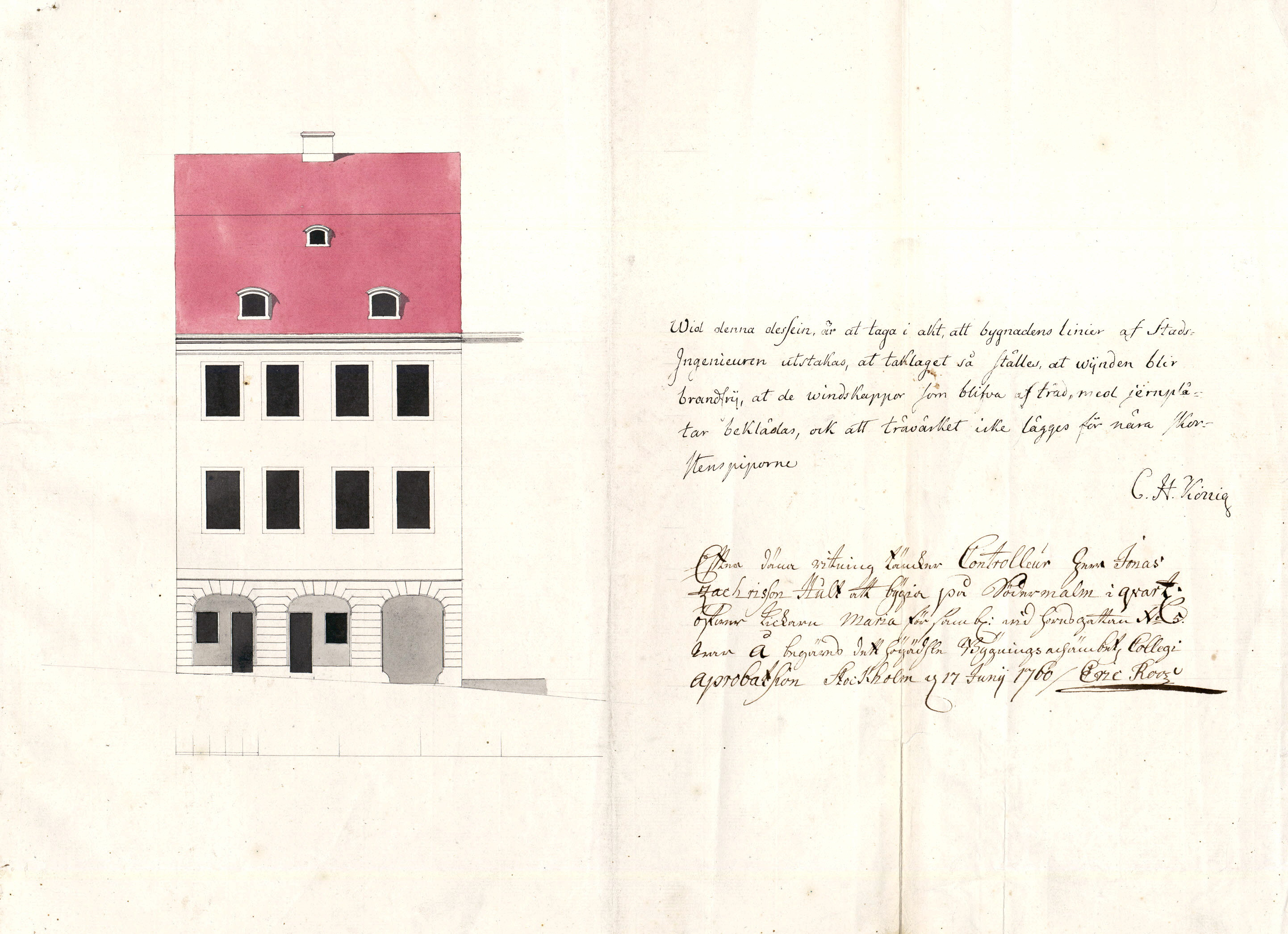
Eric Roos fasadritning, 17 juni 1760.

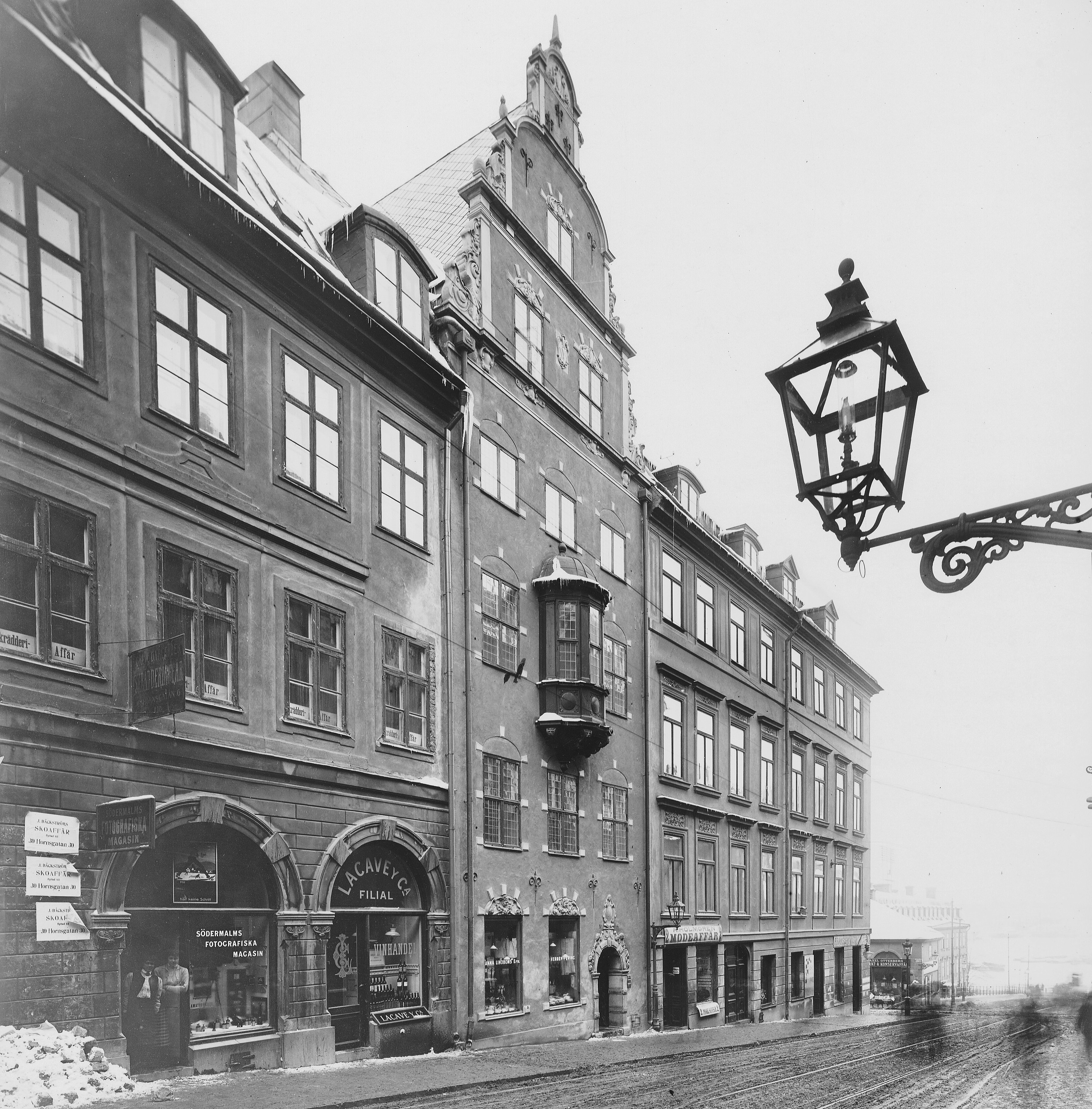
Hornsgatan 6 (till vänster), 1910.

Denna fastighet mitt i kvarteret Överkikaren och entré från Hornsgatan 6 hör till de hus som hade helt eller delvis brunnit ner i den omfattande Mariabranden 1759 som eldhärjade stora delar av nordvästra Södermalm. På platsen fanns ett stenhus från 1640 som ägdes av borgmästaren Jacob Grundel den äldre. Han ägde ytterligare en fastighet inom kvarteret, som uppkallats efter honom Jacob Grundels hus (Södermalmstorg 6).
Fastigheten vid Hornsgatan 6 inköptes i avbrunnet skick i maj 1760 av kontrollören Jonas Zachrisson Hult. Han lät bygga ett tre våningar högt stenhus med flygel in på gården och ett gårdshus i norr samt ett i öster. På murmästaren Eric Roos bygglovsritning från 17 juni 1760 framgår byggnaden med fyra fönsteraxlars bredd. Förmodligen härrörde grund och källare från det tidigare nedbrunna huset. Nybygget avslutades inte under Zachrisson Hults tid.
År 1762 förvärvade köpmannen Carl Nentvig fastigheten och fullföljde uppbyggnaden av huset. Troligen frångick man Roos bygglovsritning eftersom huset fick en gatufasad med fem fönster i bredd. År 1771 innehades fastigheten av sidenfabrikören Hans Magnus Furubom, som hade lager och försäljning av sina produkter i huset. Av brandförsäkringen från samma år framgår att det i bottenvåningen fanns en salubod, en bagarstuga och några lagerlokaler. Våningarna ovanför hade sex rum i vardera plan. 
Under 1890-talet ägdes fastigheten av juveleraren J.F. Bäckström. Han lät utföra större förändringar i gathusets bottenvåning, då ombyggdes bland annat den gamla portgången till butikslokaler och en ny entré tillkom i västra delen. Även de båda höga, välvda butiksfönstren tillkom då. 

### Fastigheten på 1900-talet
På ett fotografi från omkring 1910 syns husets fasad mot Hornsgatan. I bottenvåningen låg Södermalms fotografiska magasin och Lacave Vinhandel. I våningen ovanför fanns ett skrädderi. På 1930-talet disponerades bottenvåningens rum av vinrestaurangen Salamanca. Inredningen gick i morisk stil med bland annat ett vackert glastak som fick dagsljus via ett stort ljusinsläpp genom en lanternin på bakgården. Idag (2021) finns här Grafiska sällskapets utställningslokal.
I mitten av 1990-talet moderniserades fastigheten med nya kök och badrum, man installerade fjärrvärme, förnyade samtliga installationer och ytskikt samt anordna tvättstuga och soprum. I programmet för upprustningen ingick även att bevara den befintliga planlösningen och ursprungliga snickerier. För ombyggnaden svarade AB Stadsholmen och Svenska Bostäder, för den arkitektoniska utformningen stod Bergkrantz Arkitekter.